# Paulo Wanchope
Paulo César Wanchope Watson (* 31. července 1976, Heredia) je bývalý fotbalový útočník z Kostariky. Prošel také španělskou i anglickou první ligou. Jeho přezdívka je kobra.
Na světovém šampionátu ve fotbale 2006 dal dva góly Německu, Kostarika však tento zápas prohrála 2:4.